# Kanton Ault
Kanton Ault (fr. Canton d'Ault) byl francouzský kanton v departementu Somme v regionu Pikardie. Skládal se z 10 obcí. Zrušen byl po reformě kantonů 2014.

## Obce kantonu
- Allenay
- Ault
- Béthencourt-sur-Mer
- Friaucourt
- Méneslies
- Mers-les-Bains
- Oust-Marest
- Saint-Quentin-la-Motte-Croix-au-Bailly
- Woignarue
- Yzengremer